# Związek Walki o Wyzwolenie Narodów Rosji
Związek Walki o Wyzwolenie Narodów Rosji (ros. Союз Борьбы за Освобождение Народов России, SBONR) – emigracyjna rosyjska organizacja antykomunistyczna działająca od 1949 r.
W sierpniu 1947 r. w zachodnich Niemczech w Monachium powstał Wojskowy Związek Młodzieży Narodów Rosji, bazujący na b. członkach młodzieżowej sekcji Komitetu Wyzwolenia Narodów Rosji. W 1949 r. organizacja przekształciła się w Związek Walki o Wyzwolenie Narodów Rosji. Jego głównymi działaczami byli Nikołaj A. Troicki, B.A. Jakowlew, G.I. Antonow. SBONR odżegnywał się od ideologii ruchu białych, uznając ją za kontrrewolucyjną. Odwoływał się natomiast do tradycji powstania kronsztadzkiego 1921 r. z hasłem Sowiety bez bolszewików (Советы без большевиков). Popierał też program Manifestu Praskiego KONR z 1944 r. Politycznie reprezentował kierunek lewicowo-demokratyczny. Miał on swoje przedstawicielstwa w różnych krajach. Organami prasowymi były pisma "Борьба" i "Голос народа". SBONR prowadził głównie działalność polityczną, ideologiczną i propagandowo-publicystyczną. W latach 1952–1953 siedziba organizacji została przeniesiona do USA. Władze amerykańskie zaczęły ją finansować, wykorzystując do walki z ZSRR.